# Juan Espadas
Juan Espadas Cejas (Sevilla, 30 de septiembre de 1966) es un abogado y político español, alcalde de Sevilla entre junio de 2015 y enero de 2022.
Comenzó su carrera política en la Junta de Andalucía donde estuvo veintiún años: como director general (2000-2004), como viceconsejero de Medio Ambiente, también ocupó el cargo de consejero de Vivienda y Ordenación del Territorio en la Junta de Andalucía de 2008 a 2010, además de ser presidente de la Empresa Pública del Suelo de Andalucía (antigua EPSA y actualmente AVRA, Agencia de Vivienda y Rehabilitación de Andalucía, también de la Junta de Andalucía). Fue nombrado senador por designación directa del PSOE-A siendo al mismo tiempo candidato a la alcaldía de Sevilla hasta las elecciones de 2011, cuando toma posesión como Concejal y se convierte en Portavoz del Grupo Municipal Socialista en el Ayuntamiento de Sevilla, compaginando este cargo con el de senador hasta el año 2013. En 2015 accede a la Alcaldía. Pertenece al PSOE.
El socialista se presentó a las primarias del Partido Socialista Obrero Español de Andalucía para ser candidato del PSOE-A a la Junta de Andalucía en las próximas elecciones autonómicas. Consiguió una holgada victoria frente a su rival Susana Díaz. Ganó con 17.415 votos (55,19%), y su rival, Susana Díaz, obtuvo el 38,43% con el apoyo de 12.127 militantes (5.288 votos menos que Juan Espadas).

## Biografía
Nació el 30 de septiembre de 1966 en Sevilla. Vivió durante su infancia en el barrio sevillano de Miraflores. Se licenció a los veintidós años en Derecho por la Universidad de Sevilla, en la promoción 1984-1989, y posteriormente, se especializó en Política y Gestión Medioambiental con la realización del máster en la Universidad Carlos III de Madrid. También es diplomado en Alta Dirección de Empresas por el Instituto San Telmo. Desde 1990 pertenece al Colegio de Abogados de Sevilla. Está casado con Carmen Ibanco García y tiene dos hijos, un varón y una mujer.

### Trayectoria profesional
Durante 21 años ha estado ligado a la Junta de Andalucía, primero como director general (2000-2004) y posteriormente como Viceconsejero de Medio Ambiente (2004-2008) y Consejero de Vivienda y Ordenación del Territorio (2008-2010).  
Haciendo un repaso por su trayectoria en la Junta de Andalucía, en 1990 ocupa el cargo de jefe de Gabinete del Presidente de la Agencia de Medio Ambiente hasta 1994, año en el que pasa a ser jefe de Gabinete del Consejero de Medio Ambiente, también de la Junta de Andalucía. En este cargo estará hasta 1996, en el que pasa a ocupar su tercera jefatura de gabinete en la Junta de Andalucía, esta vez en la Consejería de Educación y Ciencia hasta 1997, año en el que será nombrado, también en la Junta de Andalucía, secretario general de Planificación de la Empresa Pública de Gestión Medioambiental (EGMASA) hasta el año 2000, año en que es nombrado por el Gobierno de Manuel Chaves director general de Prevención y Calidad Ambiental de la Consejería de Medio Ambiente de la Junta de Andalucía hasta 2004, cuando ocupará la Viceconsejería de Ordenación del Territorio, también de la Junta de Andalucía y donde permanecerá hasta el año 2010, siendo presidente de la Junta de Andalucía José Antonio Griñán. 
Será en estos años también presidente de la Empresa de Gestión de Medioambiental y de la Fundación Andanatura, así como vicepresidente de la Fundación Doñana 21 (2004-2008), todos, organismos de la Junta de Andalucía. 
Durante esta etapa, ligado a Medio Ambiente, se aprobaron textos como la Ley de Espacios Públicos Protegidos en Andalucía (1989), el primer Plan corrector de vertidos del Polo Químico de Huelva, la Ley Forestal de Andalucía y la Ley de Protección Ambiental (1990-1994). También en estas fechas, entraron en vigor los primeros Planes de Ordenación de Recursos Naturales de Andalucía y el primer Plan Andaluz de Medio Ambiente. Otros aspectos a destacar son que, desde 2002, es vocal del Consejo Nacional del Clima de España y coordinador del Comité de Seguimiento de la Estrategia Andaluza ante el Cambio Climático. En 2004 formó parte de la Comisión Permanente que elaboró la Estrategia Española de cambio Climático e impulsó la Red de Ciudades por el Clima.

### Trayectoria política
En 2008 recibió el encargo de Manuel Chaves, por aquel entonces presidente de la Junta de Andalucía, de dirigir la nueva Consejería de Vivienda y Ordenación del Territorio. Esta Consejería aúna las competencias autonómicas referidas a vivienda y arquitectura, urbanismo, ordenación del territorio y cartografía.
Como Consejero de Vivienda y Ordenación del Territorio (2008-2010) asumió la tarea de impulsar la construcción de viviendas con precios públicos a través de un Plan Concertado con los agentes sociales y económicos. También desarrolló el contenido del derecho a la vivienda recogido en el Estatuto de Autonomía de Andalucía, mediante la Ley Reguladora del Derecho a la Vivienda, aprobada por el Parlamento andaluz en marzo de 2010. En paralelo, tuvo la responsabilidad de culminar los procesos de ordenación territorial de Andalucía bajo criterios de sostenibilidad, con la aprobación de los planes de las áreas metropolitanas de Málaga y de Sevilla.
Durante su mandato como alcalde de Sevilla, trajo a la ciudad grandes eventos como los premios Goya 2019, la Cumbre Mundial de Turismo (con la visita de Obama), los MTV Europe Music Awards 2019, así como rodajes relevantes como Juego de Tronos en el Alcázar de Sevilla.

### Trayectoria en el PSOE
En 1990 empezó a colaborar con el PSOE como simpatizante en el grupo sectorial de Medio Ambiente y participa en los grupos de expertos para la redacción del programa del partido a las elecciones autonómicas. Un año después elabora el Manual del Concejal de Medio Ambiente para las municipales de 1991.
En 1997 se afilió al PSOE y fue nombrado coordinador federal de Medio Ambiente, responsabilidad que ha ocupado hasta 2009. En esta etapa trabajó con los equipos de Joaquín Almunia y José Luis Rodríguez Zapatero coordinando las políticas sectoriales de medio ambiente y ordenación del territorio.
El 26 de marzo de 2010, las 11 agrupaciones del PSOE de Sevilla apoyaron la propuesta de la Comisión Ejecutiva Provincial para la candidatura de Juan Espadas a la Alcaldía de Sevilla en las elecciones municipales de 2011. La victoria por mayoría absoluta del candidato del Partido Popular, Juan Ignacio Zoido, le situó durante 4 años como líder del principal partido de la oposición en el consistorio. Tras la celebración de las elecciones en 2015 logró la alcaldía tras un pacto entre el PSOE, Izquierda Unida y Participa Sevilla. El 15 de junio de 2019, en el Pleno de Constitución de la Corporación Municipal, fue reelegido alcalde de Sevilla gracias a los 13 votos de los concejales socialistas.
Tras ser elegido candidato a la presidencia de la Junta de Andalucía, dejó su puesto de alcalde de Sevilla el 20 de diciembre de 2021 para centrarse en su partido. Fue sucedido por el concejal Antonio Muñoz Martínez. En las elecciones al Parlamento de Andalucía de 2022 consigue el peor resultado de la historia del PSOE-A con 30 escaños.
En las siguientes elecciones municipales y generales del año 2023, el PSOE de Andalucía recuperó en menos de un año más de 500.000 votantes, destacando los resultados de las elecciones generales del 23 de julio de 2023, donde la diferencia con el PP en Andalucía fue de apenas 125.000 votos, consiguiendo el PSOE-A 1.459.264, una cifra superior a la obtenida por los socialistas en las anteriores elecciones generales de noviembre de 2019, 1.425.126
Tras la celebración de dichas elecciones y la constitución de la XV legislatura de las Cortes Generales, Espadas fue nombrado, el 27 de noviembre de 2023, portavoz del Grupo Parlamentario Socialista en el Senado, en sustitución de Eva Granados. El 7 de enero de 2025 anunció que "no concurriría al proceso de primarias" del PSOE de Andalucía para renovar su liderazgo, y daba "un paso al lado" para "apoyar a otro liderazgo que renueve este proyecto y lo pueda convertir en ganador en 2026", año en el que están previstas las próximas elecciones andaluzas.